# آلمان سال ۹۰ نه صفر
آلمان سال ۹۰ نه صفر (انگلیسی: Germany Year 90 Nine Zero) فیلمی تجربی به کارگردانی ژان-لوک گدار محصول سال ۱۹۹۱ است.

## بازیگران
- ادی کنستانتین در نقش Lemmy Caution
- هانس تسیشلر در نقش Count Zelten
- کلودیا میشلسن در نقش Charlotte Kestner / Dora
- Nathalie Kadem در نقش Delphine de Stael
- آندره لابارت در نقش Récitant
- Robert Wittmers در نقش Don Quichotte
- Kim Kashkashian در نقش Musician
- Anton Mossine در نقش Dimitri